# رسم تام
الرسم التام هو الرسم المركب من الجنس القريب والخاصة، والخاصة هي العرض الخاص؛ كتعريف الإنسان بالحيوان الضاحك. ومقابله الناقص.